# Akak-Esatolo
Pour les articles homonymes, voir Akak.
Akak-Essatolo est un village du Cameroun situé dans le département de la Mvila et la Région du Sud et rattaché à la commune d'Ebolowa Ier. 

## Population
Lors du recensement de 2005, la localité comptait 577 habitants.

## Chefferie
En 2015, Joseph Nkotto est à la tête de la chefferie depuis 30 ans.

## Économie
Le village accueille une usine d'assemblage de tracteurs implantée par un consortium indien. 